# Arbouretum
Arbouretum je americká rocková hudební skupina. Vznikla v roce 2002 v Baltimoru a své první album vydala o dva roky později. Později vydala několik dalších nahrávek. Většinu alb této skupiny vydala společnost Thrill Jockey. V roce 2008 skupina vydala EP Kale, na kterém spolupracovala se skupinou Pontiak. Skupina Arbouretum sem mimo jiné přispěla coververzí písně „Buffalo Ballet“ od velšského hudebníka Johna Calea.

## Diskografie
Studiová alba
- Long Live the Well-Doer (2004)
- Rites of Uncovering (2007)
- Song of the Pearl (2009)
- The Gathering (2011)
- Coming Out of the Fog (2013)